# Chelonus aligarhensis
Chelonus aligarhensis är en stekelart som beskrevs av Ahmad, Shuja-uddin och Haider 2000. Chelonus aligarhensis ingår i släktet Chelonus och familjen bracksteklar. Inga underarter finns listade i Catalogue of Life.